# Marion Zinderstein
Marion Hall Zinderstein Jessup, ameriška tenisačica, * 24. januar 1876, Chicago, ZDA, † 29. november 1938, Chicago.
V vseh konkurencah se je osemkrat uvrstila v finale turnirja za Nacionalno prvenstvo ZDA in ga osvojila petkrat. V posamični konkurenci se je v finale uvrstila v letih 1919, ko jo je premagala Hazel Hotchkiss, in 1920, ko jo je premagala Molla Mallory. Nastopila je tudi na turnirju za Prvenstvo Anglije in se najdlje uvrstila v četrtfinale leta 1924. V konkurenci ženskih dvojic je turnir za Nacionalno prvenstvo ZDA osvojila štirikrat, še enkrat se je uvrstila v finale. Tri zaporedne naslove je osvojila z Eleanor Goss, enega pa s Helen Wills. Naslov je osvojila tudi v konkurenci mešanih dvojic leta 1919 skupaj z Vincentom Richardsom. Nastopila je na Olimpijskih igrah 1924, kjer je osvojila srebrno medaljo v konkurenci mešanih dvojic z istim partnerjem. 

## Finali Grand Slamov

### Posamično (2)

#### Porazi (2)
| Leto | Turnir                   | Nasprotnica v finalu | Rezultat finala |
| 1919 | Nacionalno prvenstvo ZDA | Hazel Hotchkiss      | 6–1, 6–2        |
| 1920 | Nacionalno prvenstvo ZDA | Molla Mallory        | 6–3, 6–1        |

### Ženske dvojice (5)

#### Zmage (4)
| Leto | Turnir                   | Partnerica   | Nasprotnici v finalu           | Rezultat finala |
| 1918 | Nacionalno prvenstvo ZDA | Eleanor Goss | Molla Mallory Mrs. Johan Rogge | 7–5, 8–6        |
| 1919 | Nacionalno prvenstvo ZDA | Eleanor Goss | Eleonora Sears Hazel Hotchkiss | 10–8, 9–7       |
| 1920 | Nacionalno prvenstvo ZDA | Eleanor Goss | Eleanor Tennant Helen Baker    | 6–3, 6–1        |
| 1922 | Nacionalno prvenstvo ZDA | Helen Wills  | Molla Mallory Edith Sigourney  | 6–4, 7–9, 6–3   |

#### Porazi (1)
| Leto | Turnir                   | Partnerica   | Nasprotnici v finalu        | Rezultat finala |
| 1924 | Nacionalno prvenstvo ZDA | Eleanor Goss | Helen Wills Hazel Hotchkiss | 6–4, 6–3        |

### Mešane dvojice (1)

#### Zmage (1)
| Leto | Turnir                   | Partner          | Nasprotnika v finalu        | Rezultat finala |
| 1919 | Nacionalno prvenstvo ZDA | Vincent Richards | Florence Ballin Bill Tilden | 2–6, 11–9, 6–2  |